# Crònica d'un engany
Crònica d'un engany (títol original en anglès: The Other Man) és una pel·lícula estatunidenco-britànica de Richard Eyre estrenada el 2008. Ha estat doblada al català.

## Argument
La història d'un home que pensa ser l'únic home important en la vida de la seva esposa i que comença a acorralar el seu rival.
Peter descobreix que la seva dona Lisa ha rebut missatges d'un home del qual mai no ha sospitat l'existència. No escoltant els consells de la seva filla, és un Peter ferit i ple de ressentiments que fa que s'enlairi cap a Milà a la recerca del misteriós Ralph i per descobrir la veritat sobre aquest altre home.

## Repartiment
- Liam Neeson: Peter
- Antonio Banderas: Ralph
- Laura Linney: Lisa
- Romola Garai: Abigail
- Laurence Richardson: Mark
- Abigail Canton: Dissenyador
- Richard Graham: Eric

## Al voltant de la pel·lícula
- Laura Linney va reemplaçar Juliette Binoche. Aquesta pel·lícula permet a l'actriu conèixer Liam Neeson: el 2002, han interpretat a Les Bruixes de Salem, posada en escena... per Richard Eyre, després s'han creuat al rodatge de Love Actually (sense tenir-hi escenes junts), després actuen junts a Kinsey, Liam Neeson encarnant el discutit Alfred Kinsey i Laura Linney interpretant la dona de Kinsey.
- La pel·lícula va ser presentada al Festival Internacional de Cinema de Toronto i al Festival de Cinema de Londres.

## Rebuda
- "El director Richard Eyre tracta de crear un thriller a l'estil Hitchcock (...) Aquesta adaptació posa a prova sobretot la paciència de l'espectador i suscita rialles involuntàries"[3]